# Montano Antilia
Montano Antilia là một đô thị (comune) thuộc tỉnh Salerno trong vùng Campania của Ý. Montano Antilia có diện tích km2, dân số là người (thời điểm ngày).